# Jerzy Gorgoń
Pour les articles homonymes, voir Gorgoń.
Jerzy Paweł Gorgoń, est un footballeur international polonais, né le 18 juillet 1949 à Zabrze (Pologne).

## Biographie
Jouant au poste de défenseur, il fut international polonais à 55 reprises de 1970 à 1978, pour 6 buts. 
Tout d'abord, il participa aux JO 1972, à Munich, fit un doublé au 1er tour contre la RDA et remporta la médaille d'or. 
Il participa à la Coupe du monde de football 1974 en RFA. Il joua tous les matchs titulaire, soit 7. Il termine troisième du Mondial. De plus, il marque un but à la 31e minute lors du 1er tour, contre Haïti, qui se solda par un score sans appel de 7 buts à 0. 
Ensuite, il participa aux JO 1976, à Montréal (Canada), où il récolta la médaille d'argent, battu en finale par la RDA. 
Son dernier grand tournoi avec la Pologne fut la Coupe du monde en Argentine. Il participa à 5 des 6 matchs, ratant juste le match contre l'Argentine. 
En clubs, il a connu 3 clubs: MGKS Mikulczyce, Górnik Zabrze (Pologne) et FC Saint-Gall (Suisse). Il remporta tous ses titres avec le Górnik Zabrze.

## Palmarès
Avec le Górnik Zabrze
- Championnat de Pologne de football
  - Champion en 1971 et en 1972
  - Vice-champion en 1969 et en 1974
- Coupe de Pologne de football
  - Vainqueur en 1968, 1969, 1970, 1971 et 1972
- Coupe d'Europe des vainqueurs de coupe de football
  - Finaliste en 1970

Avec le FC Saint-Gall
- Championnat de Suisse de football
  - Troisième en 1983
- Coupe de la Ligue suisse de football
  - Finaliste en 1982

Avec la Pologne
- Coupe du monde de football
  - Troisième en 1974
- Jeux olympiques
  -  Médaille d'or en 1972
  -  Médaille d'argent en 1976